# El Gran Orgo
El Gran Orgo è il terzo EP del gruppo statunitense degli At the Drive-In, pubblicato nel 1997 dalla Offtime Records. È stato registrato senza la presenza del chitarrista Jim Ward.

## Tracce
1. Give It a Name – 2:36
2. Honest to a Fault – 1:29
3. Winter Month Novelty – 3:40
4. Intermission – 0:53
5. Fahrenheit – 2:25
6. Picket Fence Cartel – 2:30
7. Speechless – 3:29

## Formazione
- Cedric Bixler Zavala - voce
- Omar Rodríguez-López - chitarra
- Ben Rodriguez - chitarra
- Paul Hinojos - basso
- Tony Hajjar - batteria